# Capasa insulata
Capasa insulata är en fjärilsart som beskrevs av W. Warren 1909. Capasa insulata ingår i släktet Capasa och familjen mätare. Inga underarter finns listade i Catalogue of Life.